# 모노 지우개
모노 지우개(영어: MONO eraser)는 일본의 기업인 톰보(tombow)에서 생산하는 지우개다. 수정력이 좋아서 주로 미술용으로 사용되고있다.
프탈레이트 가소제 불포함 지우개로 인증 받았다.

## 종류

### 모노 스탠다드 지우개
모노 스탠다드 지우개(MONO ERASER)는 1969년에 출시되었고, 일본 지우개 시장 점유율 1위이며, 2011년 굿 디자인 롱 라이프 디자인 상에 입상하였다.
원래는 1967년 모노 100 연필이 발매되었을 때, 서비스 상품으로 주어졌던 지우개인데 잘 지워진다고 알려져 인기를 끌었기에 1969년에 제품으로 출시되었다. 주로 일본에서는 연필은 미쓰비시의 유니를, 지우개는 모노로 쓰는 경우가 많다.
지우는 느낌은 하이폴리머 아인 지우개의 부드럽게 지워지는 타입에 가깝다. 5종류의 사이즈가 있으며, 모델명도 작은 사이즈 순으로 PE-01A, PE-03A, PE-04A, PE-07A, PE-09A로 나뉜다. 블랙 버전인 PE-01AB, PE-04AB도 있지만 색만 다를 뿐 성능에는 차이가 없다. 또한 JCA-202라는 이름으로 아무런 글씨가 없는 버전도 있다.
4번의 디자인 리뉴얼을 거쳐 2013년, 5번째 디자인인 현재의 디자인으로 변경되었다. 1세대는 굉장히 간단한 디자인으로 제일 윗부분에 모노라고 쓰여 있고 잠자리 로고도 없다. 2세대는 현대 모노의 디자인으로 변해 가는데 O 가운데에 육각형이 있는 것이 특징이다. 3세대는 알파벳 사이의 간격이 상당히 넓어진다. 4세대에는 잠자리 없이 옛 로고가 사용되었고 5세대와 많이 닮은 점이 보인다.
모노 지우개는 출시 때부터 지금까지 시드사의 ODM 제품이다. 현행 제품 기준으로는 시드 레이더 지우개와 동일하다. 초기 모노 지우개에는 지우개 표면에도 인쇄가 되었다.

### 모노 더스트 캐치 지우개
모노 더스트 캐치 지우개(MONO DUST CATCH)는 2011년에 출시되었으며, 택-폴리머 소재를 도입해서 지우개 가루가 잘 뭉쳐지고, 흩어짐도 적다. 파버카스텔 더스트프리 지우개와 비교해보면, 파버카스텔 더스트프리는 지우개 가루가 한 줄로 말려서 지우개 가루가 생기지만, 더스트 캐치는 지우개 가루가 지우개에 붙어서, 지우개 가루 치우는 빈도가 확연하게 줄어든다. 단점으로는 지우개가 굉장히 물렁물렁하다. 대부분의 지우개는 매우 강하게 눌러도 모양이 원상 복구 되는데, 더스트 캐치는 물렁물렁해서 강하게 누를 경우 모양이 변한다. 택-폴리머 소재 특성상 지우기가 굉장히 빡빡하고 말랑말랑하기 때문에 미세한 부분을 지우기 위한 용도론 부적합하다. 소모 속도가 매우 빠르고, 지우개 가루가 지우개에 잘 붙는다.

### 모노 에어 터치 지우개
모노 에어 터치(MONO AIR TOUCH)는 2011년에 출시된 톰보의 지우개 중 하나로 모노 라이트보다 더욱 더 가볍게 지울 수 있는 지우개이다. 중공 마이크로 캡슐과 특수 오일을 배합하여 마찰력을 모노 지우개보다 40% 감소시켰다. 지우개가 모노 라이트보다 더 딱딱하기 때문에 미세한 부분의 수정이 더 쉽다. 그러나 지우개가 잘 부러지고, 지우개 가루가 매우 많다는 것이 단점이다. 마모 속도는 더스트캐치와 비슷하다.

### 모노 라이트 지우개
모노 라이트 지우개(MONO LIGHT)1986년 출시되었고, 2가지 사이즈가 있으며, 다른 라인업에 비해 지우개의 길이가 긴 편이다. 모노 지우개들 중 가장 높은 가격이다. 모노 스텐다드보다 조금 더 딱딱해서 가볍게 지워지고 세세한 부분의 수정이 가능한 대신, 조금 세게 눌러 쓴 글씨는 힘을 더욱 더 세게 줘야 지워지기 때문에 필압이 강한 사람은 글씨를 지우기 힘들다.

### 모노 제로 지우개
모노 제로 지우개(Mono Zero)는 모노 원 지우개보다 더 가는 지우개를 사용한다. 모노 원 지우개의 지름이 6.7mm인데 비해 모노 제로 지우개는 지름이 2.3mm로 상당히 가늘어 필기 수정보다는 제도 같은 곳에서 세밀한 부분을 수정하는 데나 미술에서 하이라이트 표현 등에 사용된다.

### 모노 스틱 지우개
모노 스틱 지우개(MONO STICK ERASER)는 샤프식 노크형 지우개이며 지우개 지름은 6.7mm이다. 클립이 없는 슬림한 바디와 지우개 잔량을 확인 할 수 있는 반투명 바디가 특징이다. 노크에 굴림 방지 장치를 장착하여 책상 위에서 구르는 것을 방지했다. 색상은 스텐다드, 블루, 핑크가 있다.

### 모노 스마트 지우개
모노 스마트 지우개는 2012년 출시되었으며, 원하는 부분을 정확하게 지울 수 있게 5.5mm로 얇게 만든 지우개이다.

### 모노 원 지우개
모노 원 지우개(Mono One)는 홀더식 지우개로 특이하게 고무그립이 달려 있다. 지우개와 슬리브가 맞닿는 곳에 고무 패킹이 있어 지우개가 부서지는 것을 방지하고 있다.

### 모노 논 더스트 지우개
모노 논 더스트 지우개는 1986년 모노 라이트 지우개와 같이 출시되었다. 지우개 가루를 뭉쳐 책상을 더러워지지 않게 한다고하나 기존의 모노 스탠다드와 비슷한 수준이다.